# David Morissette
Pour les articles homonymes, voir Morissette.
Pour le joueur de hockey sur glace né en Colombie-Britannique, voir David Morisset.
David Eugène Morissette, dit Dave Morissette, (né le 24 décembre 1971 à Baie-Comeau, dans la province de Québec au Canada) est un animateur de télévision canadien et joueur professionnel de hockey sur glace retraité.

## Carrière de joueur
Joueur ayant joué 11 parties dans la Ligue nationale de hockey, toutes avec les Canadiens de Montréal, il avait auparavant été repêché par les Capitals de Washington en 1991. Il joue dans les ligues mineures durant quelques saisons avant de signer en 1998 avec les Canadiens.
Après son bref passage à Montréal, il termine sa carrière au terme de la saison 2000-2001 où il joue en Angleterre ainsi qu'avec les Ice Pirates de Lake Charles de la Western Professional Hockey League.
Après sa carrière de hockeyeur professionnel, il devient analyste lors de parties présentées à la télévision pour le Réseau des sports au Québec. Il quitte RDS à la fin de l'année 2010 pour rejoindre le groupe TVA, et animer l'émission de débats sportifs Le Match diffusée quotidiennement sur LCN et TVA. Il a aussi animé David Morissette en direct qui changera de nom pour L'après match de la LNH en 2021.
Il a été propriétaire des restaurants Le Four à Drummondville ainsi qu'à St-Hyacinthe.
Il demeure présentement à Saint-Basile-le-Grand dans la région de la Vallée-du-Richelieu. 

## Statistiques
| Saison     | Équipe                      | Ligue      |    | Saison régulière | Saison régulière | Saison régulière | Saison régulière | Saison régulière |   | Séries éliminatoires | Séries éliminatoires | Séries éliminatoires | Séries éliminatoires | Séries éliminatoires |
| Saison     | Équipe                      | Ligue      | PJ | B                | A                | Pts              | Pun              | PJ               | B | A                    | Pts                  | Pun                  |                      |                      |
| 1987-1988  | Cascades du Lac Saint-Jean  | QAAA       | 41 | 11               | 25               | 36               | 134              | 2                | 2 | 1                    | 3                    | 2                    |                      |                      |
| 1988-1989  | Cataractes de Shawinigan    | LHJMQ      | 66 | 4                | 11               | 15               | 298              | 9                | 0 | 1                    | 1                    | 43                   |                      |                      |
| 1989-1990  | Cataractes de Shawinigan    | LHJMQ      | 66 | 2                | 9                | 11               | 269              | 4                | 0 | 0                    | 0                    | 18                   |                      |                      |
| 1990-1991  | Cataractes de Shawinigan    | LHJMQ      | 64 | 20               | 26               | 46               | 224              | 6                | 1 | 1                    | 2                    | 17                   |                      |                      |
| 1991-1992  | Admirals de Hampton Roads   | ECHL       | 47 | 6                | 10               | 17               | 293              | 13               | 1 | 3                    | 4                    | 74                   |                      |                      |
| 1991-1992  | Skipjacks de Baltimore      | LAH        | 2  | 0                | 0                | 0                | 6                | -                | - | -                    | -                    | -                    |                      |                      |
| 1992-1993  | Admirals de Hampton Roads   | ECHL       | 54 | 9                | 13               | 22               | 226              | 2                | 0 | 0                    | 0                    | 2                    |                      |                      |
| 1993-1994  | Express de Roanoke          | ECHL       | 45 | 8                | 10               | 18               | 278              | 2                | 0 | 1                    | 1                    | 4                    |                      |                      |
| 1994-1995  | Moose du Minnesota          | LIH        | 50 | 1                | 4                | 5                | 174              | -                | - | -                    | -                    | -                    |                      |                      |
| 1995-1996  | Moose du Minnesota          | LIH        | 33 | 3                | 2                | 5                | 104              | -                | - | -                    | -                    | -                    |                      |                      |
| 1996-1997  | Ice Bats d'Austin           | WPHL       | 5  | 2                | 3                | 5                | 10               | -                | - | -                    | -                    | -                    |                      |                      |
| 1996-1997  | Aeros de Houston            | LIH        | 59 | 2                | 1                | 3                | 214              | 2                | 0 | 0                    | 0                    | 0                    |                      |                      |
| 1997-1998  | Aeros de Houston            | LIH        | 67 | 4                | 4                | 8                | 254              | 2                | 0 | 0                    | 0                    | 2                    |                      |                      |
| 1998-1999  | Canadiens de Fredericton    | LAH        | 39 | 4                | 4                | 8                | 152              | 12               | 1 | 0                    | 1                    | 31                   |                      |                      |
| 1998-1999  | Canadiens de Montréal       | LNH        | 10 | 0                | 0                | 0                | 52               | -                | - | -                    | -                    | -                    |                      |                      |
| 1999-2000  | Citadelles de Québec        | LAH        | 47 | 2                | 4                | 6                | 231              | 2                | 0 | 0                    | 0                    | 0                    |                      |                      |
| 1999-2000  | Canadiens de Montréal       | LNH        | 1  | 0                | 0                | 0                | 5                | -                | - | -                    | -                    | -                    |                      |                      |
| 2000-2001  | Knights de London           | BISL       | 13 | 2                | 1                | 3                | 117              | -                | - | -                    | -                    | -                    |                      |                      |
| 2000-2001  | Ice Pirates de Lake Charles | WPHL       | 5  | 0                | 2                | 2                | 36               | -                | - | -                    | -                    | -                    |                      |                      |
| Totaux LNH | Totaux LNH                  | Totaux LNH | 11 | 0                | 0                | 0                | 57               | -                | - | -                    | -                    | -                    |                      |                      |

## Transactions en carrière
- 10 juin 1998 : signe un contrat comme agent libre avec les Canadiens de Montréal.

## Série
- Lance et compte : Philippe Lalumière  (saisons 8-9)